# Плејнвил (Индијана)
Плејнвил (енгл. Plainville) град је у америчкој савезној држави Индијана.

## Демографија
По попису из 2010. године број становника је 476, што је 37 (-7,2%) становника мање него 2000. године.
| Група             | 2000.       | 2010.       |
| Белци             | 496 (96,7%) | 463 (97,3%) |
| Афроамериканци    | 0 (0,0%)    | 2 (0,4%)    |
| Азијати           | 1 (0,2%)    | 5 (1,1%)    |
| Хиспаноамериканци | 12 (2,3%)   | 2 (0,4%)    |
| Укупно            | 513         | 476         |